# M-501
La M-501, también conocida como autovía de los Pantanos o carretera Alcorcón-Plasencia, es una carretera española, perteneciente a la Red de Carreteras de la Comunidad de Madrid, que se corresponde con el tramo de la antigua carretera comarcal C-501 que discurre dentro del territorio de la Comunidad de Madrid (España). Esta vía continúa en Castilla y León como CL-501, también autonómica de primer orden. En total, los primeros 48 kilómetros desde Madrid han sido desdoblados a autovía, mientras que el resto son de carretera convencional. El desdoblamiento más reciente ha provocado una polémica con gran repercusión en los medios de comunicación debido a los severos impactos medioambientales y urbanísticos que alegan diversos grupos ecologistas.
Esta carretera en su origen partía desde la A-5 en San José de Valderas (Alcorcón), pasando por Villaviciosa de Odón y luego por su trazado actual, pero cuando se convirtió en autovía se decidió cambiar su trazado. Una parte de su antiguo trazado pasó a ser el principio de la M-506, y el que pasa por Alcorcón debido a problemas legales, ahora se denomina M-501a.

## Trazado

Mapa conjunto de la CL-501 (izquierda, en la provincia de Ávila) y la M-501 (derecha, en la Comunidad de Madrid).

La M-501 empieza en la autovía de circunvalación M-40 y finaliza en el límite de la Comunidad de Madrid con la provincia de Ávila donde continúa la CL-501.
Tradicionalmente ha sido una carretera convencional, sin embargo tras finalizar en julio de 2008 las últimas obras de duplicación de calzada, se encuentra convertida en autovía en sus primeros 48 kilómetros hasta el término municipal de Navas del Rey. El tramo restante en Madrid hasta San Martín de Valdeiglesias y el límite con la provincia de Ávila se encuentra en estudio dado que atraviesa zonas de alto valor medioambiental y con una orografía compleja.
El trazado inicial partía de la autovía del Suroeste en Alcorcón. Sin embargo, una vez decidida su conversión en autovía se comprobó que dicho tramo inicial entre Alcorcón y Villaviciosa de Odón no permitía una conversión completa, siendo posible desdoblar la calzada pero no eliminar todas las rotondas por falta de espacio. Por ello, se modificó el trazado pasando a absorber parte de la antigua M-511 entre la M-40 cerca de Boadilla del Monte, y Villaviciosa de Odón. El trazado anterior de la M-501 entre la A-5 y el enlace de Villaviciosa de Odón se dividió de la siguiente manera: El tramo entre la M-506 y el enlace con la antigua M-511 pasó a denominarse M-506, completando el eje M-506, mientras que el tramo entre la M-506 y la A-5 en el término municipal de Alcorcón fue reconvertido a vía urbana del municipio, siendo actualmente la avenida de San Martín de Valdeiglesias.

## Tramos (autovía)
| Denominación | Tramo | km  | Año servicio |
| ------------ | --- | --- | ------------ |
| M-501        | Enlace M-40 con la M-511 - Boadilla del Monte M-50 | 5   | 2002         |
| M-501        | Boadilla del Monte M-50 - Villaviciosa de Odón M-506 Subtramo: Boadilla del Monte M-50 - Camping Madrid Arco Iris Subtramo: Camping Madrid Arco Iris - Villaviciosa de Odón M-506 | 2 3 | 1998         |
| M-501        | Villaviciosa de Odón M-506 - Enlace M-522 | 12  | 2001         |
| M-501        | Enlace M-522 - Navas del Rey | 18  | 2008         |

## Salidas

### Tramo M-40 - Navas del Rey (autovía)
| Elemento | N.º salida | Nombre salida | Nombre salida                                                                                          | Enlaces con                                      |
| Elemento | N.º salida | Sentido Plasencia | Sentido Madrid/M-40                                                                                    | Enlaces con                                      |
| -------- | ---------- | --- | --- | ------------------------------------------------ |
|          | Inicio vía | 0 | | M-40 Todas direcciones M-511 Ciudad de la Imagen |
|          | 0A         | Avda. Montepríncipe Hospital de Montepríncipe Cambio de sentido Pol. Ind. Ventorro del Cano                             | Sin acceso por la proximidad a la rotonda                                                              |                                                  |
|          | 0B         | - | Pol. Ind. Ventorro del Cano                                                                            |                                                  |
|          | 1          | Pol. Ind. Prado del Espino                                                                                              | - |                                                  |
|          | 3          | Boadilla del Monte Ciudad financiera Santander                                                                          | - |                                                  |
|          | 4          | M-50 Todas direcciones Vía de servicio Cambio de sentido                                                                | - | M-50                                             |
|          | 5          | - | M-50 Todas direcciones Boadilla del Monte Ciudad financiera Santander                                  | M-50                                             |
|          | 6          | - | Vía de servicio Cambio de sentido                                                                      |                                                  |
|          | 7          | Vía de servicio Urbanización El Bosque                                                                                  | - |                                                  |
|          | 8          | Universidad Europea de Madrid Urbanización El Bosque Cambio de sentido Vía de servicio Residencia de ancianos de la CAM | - |                                                  |
|          | 9          | - | Universidad Europea de Madrid Urbanización El Bosque Cambio de sentido                                 |                                                  |
|          | 10         | M-501 San Martín de Valdeiglesias M-506 Villaviciosa de Odón · Alcorcón A-5                                             | M-501 Boadilla del Monte · Madrid M-50 M-40 M-506 Villaviciosa de Odón · Madrid A-5                    | M-506                                            |
|          | 11         | - | Residencia de ancianos de la CAM                                                                       |                                                  |
|          | 14         | Vía de servicio Cambio de sentido                                                                                       | Vía de servicio Cambio de sentido                                                                      |                                                  |
|          | 16         | M-600 Brunete · Villanueva de la Cañada Sevilla la Nueva · Navalcarnero                                                 | M-600 Brunete · Villanueva de la Cañada Sevilla la Nueva · Navalcarnero                                | M-600                                            |
|          | 22         | M-522 Quijorna | M-522 Quijorna                                                                                         | M-522                                            |
|          | 23         | Vía de servicio | - |                                                  |
|          | 25         | M-524 Villanueva de Perales                                                                                             | M-524 Villanueva de Perales                                                                            | M-524                                            |
|          | 30         | M-530 Villamantilla | M-530 Villamantilla                                                                                    | M-530                                            |
|          | 33-34      | Estación de transformación de residuos sólidos urbanos (E.T.R.S.U.) Área de servicio Cambio de sentido                  | Estación de transformación de residuos sólidos urbanos (E.T.R.S.U.) Área de servicio Cambio de sentido |                                                  |
|          | 37         | M-854 Chapinería M-510 Colmenar del Arroyo                                                                              | M-854 Chapinería M-510 Colmenar del Arroyo                                                             | M-854 M-510                                      |
|          | 38         | M-510 Aldea del Fresno · Villa del Prado                                                                                | M-510 Aldea del Fresno · Villa del Prado                                                               | M-510                                            |
|          | 40         | Navas del Rey Pol. Ind. Dehesa del Boyal                                                                                | |                                                  |

### Tramo Navas del Rey - S. M. Valdeiglesias
| Elemento          | P.K.     | Salidas/indicaciones                             | Salidas/indicaciones                             | Enlaces con |
| Elemento          | P.K.     | Sentido Plasencia                                | Sentido Madrid/M-40                              | Enlaces con |
| ----------------- | -------- | ------------------------------------------------ | ------------------------------------------------ | ----------- |
|                   | km 40    | -                                                | Navas del Rey Pol. Ind. Dehesa del Boyal         |             |
|                   | km 41    | -                                                | Navas del Rey                                    |             |
|                   | km 42    |                                                  |                                                  |             |
|                   | km 43    | M-512 Robledo de Chavela                         | M-512 Robledo de Chavela                         | M-512       |
|                   | km 43-47 |                                                  |                                                  |             |
|                   | km 48    | -                                                | M-854 Navas del Rey                              | M-854       |
|                   | km 49-50 |                                                  |                                                  |             |
|                   | km 50    | Pelayos de la Presa                              | Pelayos de la Presa                              |             |
|                   | km 54    | M-541 Pelayos de la Presa Cadalso de los Vidrios | M-541 Pelayos de la Presa Cadalso de los Vidrios | M-541       |
|                   | km 57    | Estación de bomberos Área de servicio            | Estación de bomberos Área de servicio            |             |
|                   | km 58    | San Martín de Valdeiglesias                      | San Martín de Valdeiglesias                      |             |
|                   | km 60    | N-403 San Martín de Valdeiglesias · Ávila Toledo | N-403 San Martín de Valdeiglesias · Ávila Toledo | N-403       |
| Límite autonómico | km 62    | CASTILLA Y LEÓN Provincia de Ávila               | COMUNIDAD DE MADRID                              |             |
|                   | km 63    | -                                                | AV-502 Cerro de Guisando                         | AV-502      |
| Límite autonómico | km 63    | COMUNIDAD DE MADRID                              | CASTILLA Y LEÓN Provincia de Ávila               |             |
|                   | km 63    | M-542 El Piquillo · Cadalso de los Vidrios       | M-542 El Piquillo · Cadalso de los Vidrios       | M-542       |
| Límite autonómico | km 65    | CASTILLA Y LEÓN Provincia de Ávila               | COMUNIDAD DE MADRID                              |             |
| Límite autonómico | km 68    | COMUNIDAD DE MADRID                              | CASTILLA Y LEÓN Provincia de Ávila               |             |
|                   | km 68    | AV-P-501 Navahondilla                            | AV-P-501 Navahondilla                            | AV-P-501    |
|                   | km 71    | -                                                | M-507 Rozas de Puerto Real M-549 Casillas        | M-507 M-549 |
| Límite autonómico | km 72    | CASTILLA Y LEÓN Provincia de Ávila               | COMUNIDAD DE MADRID                              |             |

### Localidades que atraviesa
- Alcorcón
- Boadilla del Monte
- Villaviciosa de Odón
- Brunete
- Quijorna
- Villanueva de Perales
- Chapinería
- Navas del Rey
- Pelayos de la Presa
- San Martín de Valdeiglesias
- Navahondilla (Ávila)
- Rozas de Puerto Real

## Tráfico
El tráfico promedio de la M-501 en 2012, con las cifras de vehículos diarios por cada tramo, se detalla en la tabla adjunta. Los primeros kilómetros son los más concurridos, con una intensidad media superior a los 50 000 vehículos diarios.
| KM     | Intensidad media diaria | % Vehículos pesados | Ubicación del P.K. de medición                                  |
| ------ | ----------------------- | ------------------- | --------------------------------------------------------------- |
| 0,700  | 53 548                  | 3,70                | Entre M-40 y Prado del Espino                                   |
| 1,990  | 51 175                  | 3,56                | Entre Prado del Espino y Boadilla Este                          |
| 3,500  | 44 592                  | 3,74                | Entre Boadilla Este y Boadilla Oeste                            |
| 7,300  | 37 267                  | 4,45                | Entre Boadilla Oeste y el enlace con Universidad UEM            |
| 8,800  | 36 504                  | 4,75                | Entre los enlaces con Universidad UEM y M-501/M-506             |
| 10,500 | 38 880                  | 4,87                | Entre el enlace con M-501/M-506 y residencia de ancianos        |
| 12,500 | 38 768                  | 4,26                | Entre residencia de ancianos y enlace Arroyo de Cienvallejos    |
| 14,780 | 38 227                  | 4,64                | Entre enlace con Arroyo de Cienvallejos y M-600 (Brunete)       |
| 19,000 | 21 477                  | 5,13                | Entre M-600 (Brunete) y M-522 (Quijorna)                        |
| 22,900 | 18 409                  | 6,72                | Entre las intersecciones con M-522 y M-524                      |
| 40,210 | 15 254                  | 7,23                | En Navas del Rey (Chapinería-Navas)                             |
| 48,830 | 10 900                  | 8,77                | Entre Navas el Rey y Pelayos de la Presa                        |
| 53,800 | 10 171                  | 6,61                | Variante de Pelayos de la Presa                                 |
| 56,110 | 11 951                  | 4,75                | Entre Pelayos y San Martín de Valdeiglesias                     |
| 62,120 | 6031                    | 5,67                | Entre San Martín de Valdeiglesias y límite provincial con Ávila |

## Peaje en sombra y sociedad concesionaria
El tramo comprendido entre el inicio de la autovía, situado en el enlace con la M-40, hasta el kilómetro 22, en el enlace con la carretera M-522 a Quijorna, se explota a través de la modalidad de peaje en sombra. Mediante un contrato de concesión el gobierno regional de la Comunidad de Madrid paga por los vehículos que circulen por esta vía a cambio de la construcción y conservación por parte de las adjudicatarias.
La sociedad concesionaria se denomina "Ruta de los Pantanos, S.A.", participada por Globalvía Infraestructuras, S.A. y por Iridium Concesiones de Infraestructuras, S.A. (cuyo accionista es el grupo constructor ACS). Con anterioridad, Iridium Concesiones de Infraestructuras, S.A. (cuyo accionista es el grupo constructor ACS) y el grupo constructor Acciona eran accionistas de la concesionaria y su participación fue adquirida por Globalvía. Globalvía actualmente tiene el 100% de la pàrticipación.
El contrato de concesión tiene una duración de 25 años, desde el año 1999 hasta el año 2024 y entró en explotación en el año 2002.

## Polémica en el desdoblamiento Quijorna - Navas del Rey

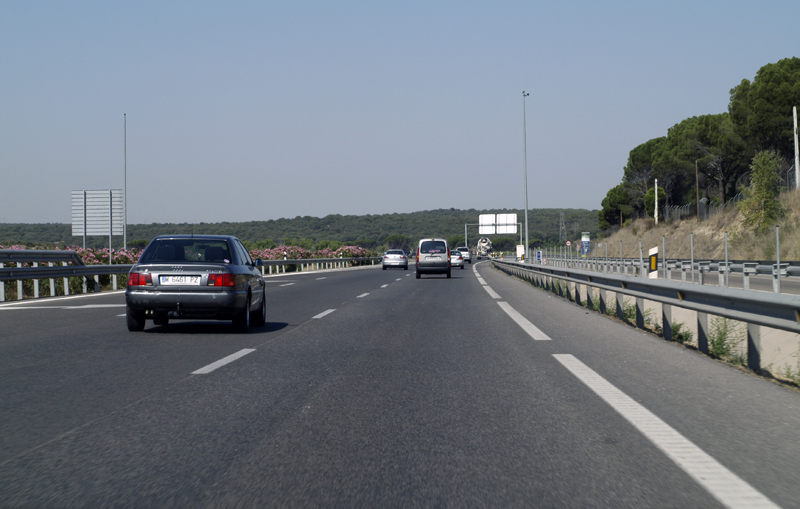
La autovía M-501 en las cercanías de Brunete.

Esta obra se ejecutó sin Declaración de Impacto Ambiental por considerar la Comunidad de Madrid que es vital para la descongestión de la vía, y argumenta que sufre continuas retenciones y se ha convertido en una de las vías más peligrosas de España por su alta siniestralidad (600 accidentes y 25 muertos en los últimos años). El grupo Ecologistas en Acción denunció las obras ante el Tribunal Superior de Justicia de Madrid poco después de su inicio, solicitando su paralización cautelar hasta que se tomase una decisión. Los argumentos de los ecologistas se basaron principalmente el daño ambiental causado por el desdoblamiento, ya que la M-501 atraviesa zonas de alto valor ecológico y paisajístico, y en particular el tramo en obras pasa por la ZEPA de los ríos Alberche y Cofio.
Diversos sectores acusan a la Comunidad de Madrid y los municipios de la zona de continuar con el desdoblamiento como rampa de lanzamiento hacia la especulación urbanística en la zona, que actualmente es el único extremo de la Comunidad que no cuenta con autovía. Argumentan también que para conseguir que la carretera sea segura no es necesario construir una autovía, y rescataron propuestas de la década de 1990 en los que se contemplaba la transformación de la M-501 en vía rápida, mejorando el trazado y eliminando los cruces a nivel. Estas propuestas surgieron durante el desdoblamiento del primer tramo promovido por el anterior presidente de la Comunidad de Madrid, Alberto Ruiz-Gallardón, que consideró que la continuación del desdoblamiento no pasaría el estudio de impacto ambiental. Sin embargo, los responsables municipales de la zona han argumentado que de este modo no se eliminaría la principal causa de accidentes en la carretera de los Pantanos, el choque frontal.
La paralización cautelar solicitada por los ecologistas fue denegada por el TSJM, por lo que las obras continuaron, y no fue hasta febrero de 2008, ya muy avanzadas, cuando el tribunal declaró que la argumentación de "interés general por la alta siniestralidad de la vía" declarada por el gobierno autonómico era inválida, dado que ninguno de los 13 puntos negros de la Comunidad se encuentra en la M-501. Por tanto, la Comunidad quedaba obligada a realizar la DIA, y, en terminología legal, se retrotraía la situación administrativa hasta el momento anterior a la declaración de interés general. En otras palabras, las obras eran técnicamente ilegales hasta que se completase la DIA y en teoría se tendría que revertir la carretera y el entorno a la situación anterior a las obras. De la misma opinión era la Comisión Europea, que se preparaba para multar a España por continuar con las obras pero llegó a un acuerdo con la Comunidad de Madrid para paralizar las acciones legales esperando la realización de la DIA.
Los detractores del desdoblamiento (principalmente Ecologistas en Acción y grupos de izquierda) argumentan que los datos de siniestralidad utilizados por el gobierno regional están falseados con respecto a las estadísticas que ofrece la DGT. Sin embargo, según la presidenta de la Comunidad de Madrid, Esperanza Aguirre, los datos son demoledores, indicando tres veces más siniestralidad en el tramo no desdoblado que en el ya desdoblado. Además, pese a la oposición inicial del PSM, casi todos los grupos políticos de los Ayuntamientos de la zona, incluidos los socialistas, apoyaron el proyecto.
A finales de junio de 2008, la Comisión Europea decidió romper unilateralmente el acuerdo que había firmado con la Comunidad de Madrid por el que ésta realizaría la DIA de la carretera completa a cambio de que la Comisión congelase sus actuaciones legales contra el gobierno regional. El caso fue enviado ante el Tribunal de Justicia de la Unión Europea el cual, a pesar del estado avanzado de las obras, ha planteado la posibilidad de obligar a la restitución de los terrenos a su estado anterior (es decir, a deshacer la obra aun estando finalizada) y de imponer una multa al estado español por permitir la ejecución de una obra considerada ilegal y sin estudio de impacto ambiental.
En el mismo periodo, el TSJM declaró nuevamente la ilegalidad de las obras. Sin embargo a pesar de la petición de los grupos ecologistas de la paralización cautelar de las obras, el TSJM ha exigido para ello una fianza de 500 000 euros. Por ello, Ecologistas en Acción inició una campaña con el fin de recaudar dicha cantidad antes de que finalizaran las obras y de esta forma paralizarlas. Paralelamente ante la posibilidad de su paralización, la Consejería de Transportes de la Comunidad de Madrid aceleró los trabajos de desdoblamiento, con el resultado de que el nuevo tramo desdoblado se puso en funcionamiento el viernes 18 de julio de 2008 durante la madrugada, mientras que en los meses posteriores se completaron las obras adjuntas con el objetivo de permitir el movimiento de la fauna.

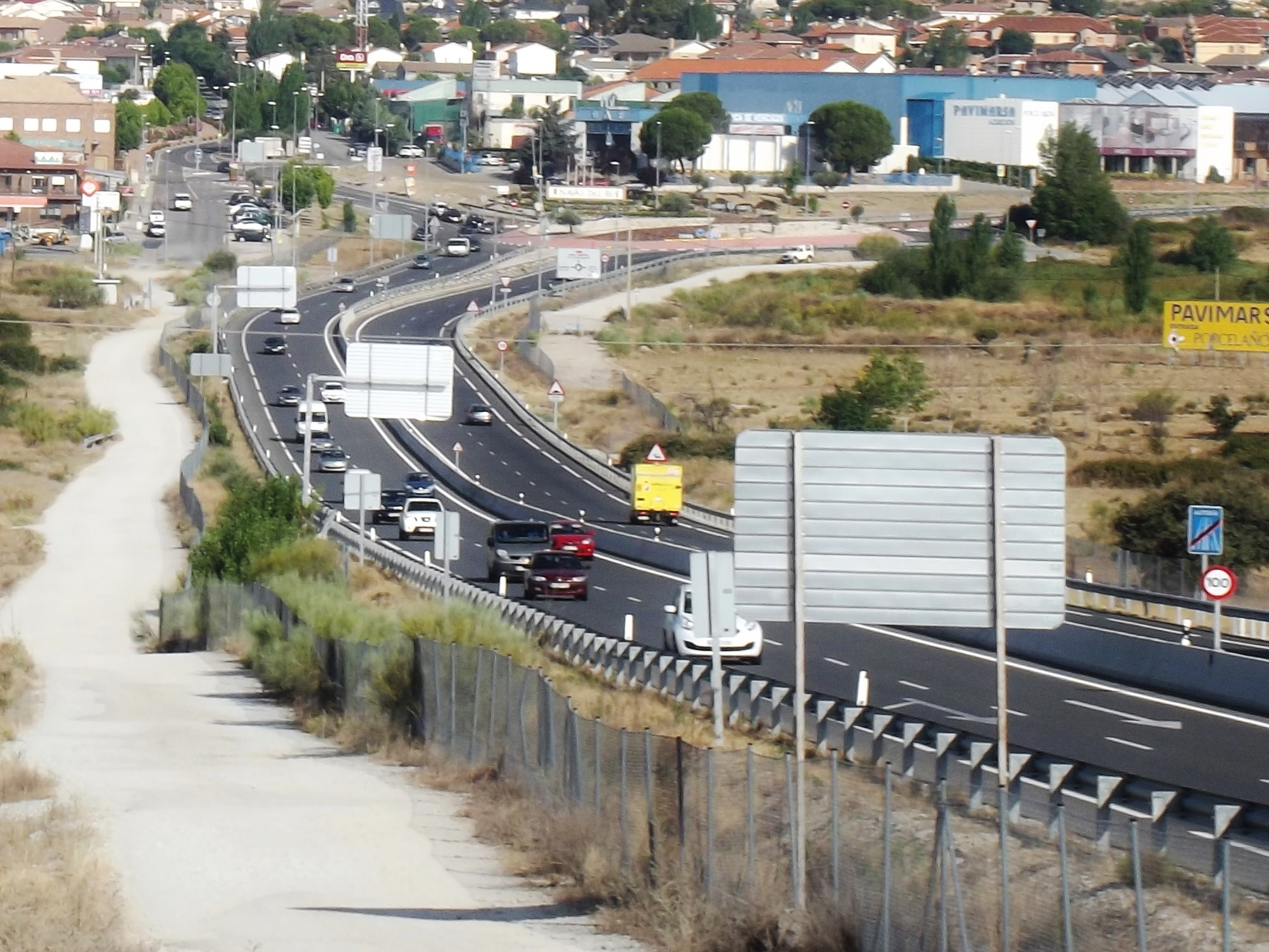
Tramo de la vía entre Chapinería y Navas del Rey

En febrero del 2011, el Tribunal Supremo confirmó la ilegalidad de las obras y ordenó la restitución, en su caso, de los terrenos a su estado inicial. En julio de ese mismo año, y tras terminar el plazo para que se cumpliera de forma voluntaria la sentencia, el Tribunal Superior de Justicia de Madrid ha ordenado la ejecución forzosa; para ello, ha dado de plazo hasta mediados de septiembre para que la Comunidad de Madrid informe de las medidas adoptadas. La Comunidad considera que ya ha ejecutado la sentencia con las actuaciones medioambientales solicitadas por la Comisión Europea.
El 15 de diciembre de 2011, El Tribunal de Justicia Europeo declaró ilegal la M-501 al considerar que viola la directiva sobre evaluación de impacto medioambiental y la relativa a la conservación de hábitats naturales.

## Futuro
Se encuentra en estudio la conversión en autovía del tramo de la M-501 entre Navas del Rey y el límite con la provincia de Ávila. Sin embargo el tramo entre el desvío de Robledo de Chavela y Pelayos de la Presa, en las inmediaciones del pantano de San Juan ofrece una gran complejidad técnica al ser un puerto de montaña con numerosas curvas, además de su impacto ambiental.
Recientemente[¿cuándo?] se ha ejecutado la variante de Pelayos de la Presa, circunvalación de 4 kilómetros que evita el paso por el centro del municipio. Esta obra también ha sido muy criticada, al haber ofrecido la posibilidad de trazar un túnel de tan solo 600 metros que evitaría la zona centro del pueblo, mientras que la variante ha supuesto la destrucción de casi 4 hectáreas de monte, decenas de árboles talados y un espacio entre la misma y el municipio muy susceptible de ser recalificado para su posterior urbanización. Sin embargo, la Comunidad de Madrid argumentó que la variante era la mejor opción para el futuro de la carretera, dado el posible futuro desdoblamiento (que hubiera requerido otro túnel) y el crecimiento del pueblo.
La idea de la comunidad de Madrid es llevar la autovía M-501 hasta San Martín de Valdeiglesias y crear una ruta alternativa a Ávila, aprovechando el proyecto de la conversión a autovía de la N-403 en la nueva autovía de circunvalación de Madrid A-40. Por su parte, Castilla y León se comprometió a desdoblar la CL-501 en la totalidad de su recorrido siempre y cuando llegara la autovía madrileña hasta el límite de la comunidad, pudiéndose crear un importante eje Este-Oeste que podría descongestionar el tráfico de la A-5 procedente del norte de Extremadura.
El 3 de mayo de 2012, la expresidenta de la Comunidad de Madrid, Esperanza Aguirre, informa de la posibilidad de que esta autovía (junto con otras de la Comunidad de Madrid), se convierta en autovía de peaje, para que así sean los propios usuarios quienes costeen los gastos de mantenimiento de esta, en lugar de encargarse de dicha competencia la administración pública.

## Medio ambiente
La carretera atraviesa zonas de alto valor ecológico. En el primer tramo desdoblado (tramo M-40 - Quijorna) cruza el Parque Regional del Curso medio del Río Guadarrama, además de transcurrir junto a los encinares de Boadilla del Monte y de Villaviciosa de Odón. Posteriormente a partir de Quijorna y hasta el límite con la provincia de Ávila atraviesa la ZEPA denominada Encinares de los ríos Alberche y Cofio. De esta zona, ha sido desdoblado el tramo Quijorna - Navas del Rey.
En esta zona habitan numerosos animales como cigüeñas negras, buitres negros, águila perdicera, zorros, jabalíes.
En 2006, Emilio Virgós, profesor de la Universidad Rey Juan Carlos y organizaciones ecologistas anunciaron la localización de unos excrementos de lince ibérico en las proximidades de la vía. Ignacio Doadrio, profesor de investigación del CSIC, analizó el ADN del excremento confirmando la especie. La Comunidad de Madrid solicitó un contraanálisis a la Estación Biológica de Doñana que determinó que el excremento hallado por Virgós era de gato común. Un tercer análisis realizado por el CSIC confirmó las conclusiones de ambos estudios, ya que los fragmentos de excrementos analizados correspondían a dos muestras distintas, encontradas en la misma zona.
Posteriormente entre Navas del Rey y Pelayos de la Presa se encuentra el puerto de San Juan, en las inmediaciones del pantano de San Juan; zona de gran arbolado y trazado sinuoso que dificulta su futuro desdoblamiento.

## Planes urbanísticos relacionados con la autovía
Numerosos municipios de la zona han presentado planes para aumentar la superficie urbanizable como consecuencia de la mejor comunicación que proporciona la autovía. A falta de aprobación por la consejería de urbanismo, los planes iniciales son los siguientes:.
| Municipio                   | Localización (respecto M-501) | Estado PGOU                       | # viviendas | # viviendas                                   | # habitantes | # habitantes  | Sup. urbanizable (ha) | Sup. urbanizable (ha) |
| Municipio                   | Localización (respecto M-501) | Estado PGOU                       | actual      | nuevas                                        | actual       | previsto      | actual                | nueva                 |
| --------------------------- | ----------------------------- | --------------------------------- | ----------- | --------------------------------------------- | ------------ | ------------- | --------------------- | --------------------- |
| Sevilla la Nueva            | 16 +6 km por M-600            | -                                 | 2774        | -                                             | 6357         | -             | 26,20                 | -                     |
| Quijorna                    | 22 +5 km por M-522            | Avance                            | 1950        | 9000                                          | 2067         | 60 000        | 48,35                 | 1066                  |
| Navalagamella               | 22 +16 km por M-522/521       | -                                 | 2111        | Complejo ocio-deportivo en urb. Cerro Alarcón | 1816         | -             | 96,46                 | -                     |
| Fresnedillas de la Oliva    | 22 +21 km por M-522/521/532   | -                                 | 1387        | Macrocomplejo de ocio-deportivo               | 1144         | -             | 9,79                  | -                     |
| Villanueva de Perales       | 25 +5 km por M-524            | -                                 | 777         | -                                             | 1024         | -             | 18,27                 | -                     |
| Villamantilla               | 30 +4 km por M-530            | Preavance                         | 1396        | 1500                                          | 543          | 4000          | 40,25                 | 115                   |
| Chapinería                  | 37 directa                    | Avance                            | 1488        | 1358 + campo golf                             | 1790         | 6000          | 21,73                 | 44 + 60 (golf)        |
| Colmenar del Arroyo         | 37 +5 km por M-510            | Avance                            | 1251        | 2795 (+1552 en SUNS)                          | 1167         | 12 000        | 7,10                  | -                     |
| Aldea del Fresno            | 38 +8 km por M-510            | Avance                            | 2497        | 1800 chalés + 2 campos golf                   | 2031         | -             | 17,26                 | -                     |
| Villa del Prado             | 38 +18 km por M-510/507       | Preavance                         | 4624        | 2100                                          | 5450         | 9874          | 106,77                | 102                   |
| Navas del Rey               | 40 directa                    | Avance                            | 1837        | 2400                                          | 2315         | 9400          | -                     | Sin datos             |
| FIN AUTOVÍA                 |                               |                                   |             |                                               |              |               |                       |                       |
| Robledo de Chavela          | km 43 +12 km por M-512        | -                                 | 4054        | -                                             | 3199         | -             | 33,72                 | -                     |
| Valdemaqueda                | km 43 +18 km por M-512/537    | Preavance                         | 1251        | 586                                           | 785          | -             | 3,70                  | -                     |
| Pelayos de la Presa         | km 50 directa                 | Avance, sin salir a info. pública | 3017        | 2725                                          | 2075         | 8895          | 17,51                 | -                     |
| Cadalso de los Vidrios      | km 54 +12 km por M-541        | Avance                            | 2862        | 2359                                          | 2689         | 8990          | 8,23                  | 204                   |
| Cenicientos                 | km 54 +17 km por M-541        | -                                 | 2017        | -                                             | 1944         | -             | 7,22                  | -                     |
| Rozas de Puerto Real        | km 54 +17 km por M-541/507    | Preavance                         | 1075        | 500                                           | 357          | 2357          | -                     | 58                    |
| San Martín de Valdeiglesias | km 60 directa                 | -                                 | 4881        | 600 viviendas                                 | 7059         | 11 059        | 280,70                | -                     |
| TOTAL                       | TOTAL                         | TOTAL                             | 41 249      | 28 323                                        | 43 812       | 150 875 (mín) | 475,89                | 1649 (mín)            |